# Gare de Rivière-Bleue
La gare de Rivière-Bleue est une gare ferroviaire fermée à Rivière-Bleue, dans la municipalité régionale de comté du Témiscouata, dans la région administrative du Bas-Saint-Laurent, au Québec, au Canada, près de la frontière avec les États-Unis et le Nouveau-Brunswick. Elle est construite en 1913 à La Tarte, puis déménagée par rail en 1915 à 1,6 km plus loin (sa position actuelle).

## Situation ferroviaire
La gare se trouve sur la ligne du Chemin de fer National Transcontinental, près des frontières avec le Nouveau-Brunswick et le Maine.

## Histoire

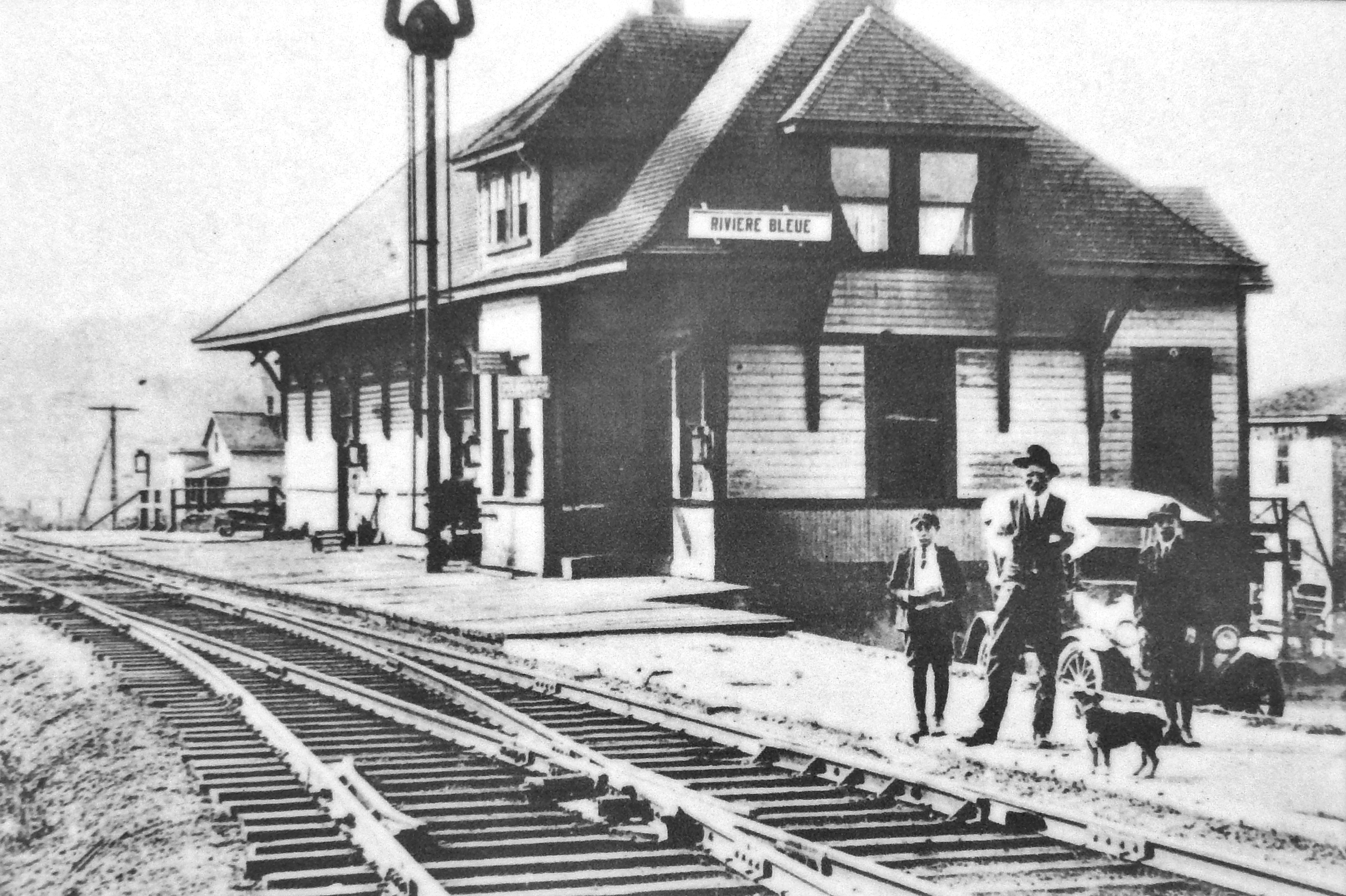
La gare vers 1925.

Le premier train s’arrête à La Tarte le 4 janvier 1914, en provenance d’Edmundston. La gare est déménagée à Rivière-Bleue en 1915; elle est agrandie pour loger la famille du premier agent de la gare à y vivre (Arthur Aubut). La gare est « élément clé du développement du village »; elle permet d’expédier et de recevoir des denrées, les produits forestiers et agricoles de la région et les voyageurs. Son poste télégraphique sert de moyen de communication avec le monde externe .

## Patrimoine ferroviaire
Le bâtiment est en style typique des gares du Transcontinental des années 1910, construite selon un plan en L. « De style pittoresque, avec une galerie en façade, la gare est coiffée d’un toit à croupes et d’avant-toits débordants, percés de grandes lucarnes. Ces caractéristiques architecturales, qui ont été conservées, en font un bâtiment patrimonial de grand intérêt » . La gare en bois d’un étage et demi est située dans le noyau du village, sur une faible élévation de terrain et légèrement en retrait de la rue. Elle reste l’un des plus anciens bâtiments dans la municipalité . Depuis sa fermeture, la gare sert de musée avec centre d'interprétation pour le Chemin de fer Transcontinental, mettant en vedette des produits d'artisanat traditionnel et d'art, des produits du terroir avec galerie de peintures et un café .
La gare de Rivière-Bleue est la seule gare de la "National Transcontinental" toujours debout. Achetée par la municipalité en 1981, elle est préservée et subie des rénovations en 1982 et en 2009 .